# Lucius Hre Kung
Lucius Hre Kung (* 4. Februar 1959 in Hnaring, Chin-Staat, Myanmar) ist ein myanmarischer Geistlicher und römisch-katholischer Bischof von Hakha. 

## Leben
Lucius Hre Kung empfing am 23. Februar 1989 die Priesterweihe.
Papst Franziskus ernannte ihn am 19. Oktober 2013 zum zweiten Bischof von Hakha. Die Bischofsweihe spendete ihm der Erzbischof von Yangon am 2. Februar des folgenden Jahres. Mitkonsekratoren waren der Koadjutorerzbischof von Mandalay, Nicholas Mang Thang, und der Bischof von Kalay, Felix Lian Khen Thang.